# 철새 (드라마)
《철새》는 1989년 2월 13일부터 1989년 3월 7일까지 방영된 문화방송 월화 미니시리즈로, 돈키호테적인 청년과 실연으로 방황하는 여대생을 통해 인간의 꿈과 욕망의 갈등을 그린 명랑 드라마이다.
한편, 1989년 2월 6일이 첫 방영일이어야 하나 설 연휴로 인해 1989년 2월 13일에 첫 방영되었다. 참고로, 1989년 2월 4일과 5일에는 설 특선영화 《황진이》, 《연산군》을 각각 방영하였다.

## 줄거리
낚싯배에서 실족한 김사장의 딸 정란을 건져준 인연으로 임삼락은 버스 회사를 운영하는 김사장의 노상상무로 들어간다. 그러나 피의자 편에서 일한 결과 회사를 그만두고 빌딩의 관리인이 되나 여기서도 입주자 편에서 일을 하다 그만둔다. 다시 김사장의 회사로 복귀하는데 과장으로 승진한다. 삼락은 정란을 사모하고 김사장도 삼락을 후계자로 생각하나 정란은 이미 장선규란 시인을 사랑하고 있다. 한편, 정란의 친구 설부영은 남몰래 삼락을 짝사랑하고 있으나 고백하지 못한다. 부영은 어머니가 부동산 투기로 재산을 모았으나 부도가 나면서 애인마저 떠나버린다. 이를 계기로 부영은 삼락에게 자신의 마음을 고백한다. 삼락은 외딴섬에서 정란을 찾지만 선규를 잊지 못한 정란은 수도원으로 들어간다. 정란이 자기와 인연이 없음을 깨달은 삼락은 자신의 아이를 임신한 부영과 서울을 떠난다.

## 출연

### 주요 인물
- 이덕화 : 임삼락 역
- 허윤정 : 김정란 역
- 홍진희 : 설부영 역

### 그 외 인물
- 전운 : 김덕부 역
- 정혜선
- 노주현 : 장선규 역
- 윤여정
- 이묵원
- 남영진
- 이영
- 조형기 : 한출도 역
- 최현미
- 박영지
- 차재홍
- 유승봉
- 최한호
- 신복숙
- 송경철
- 이희도
- 김순경
- 홍순창
- 박경순
- 문시경
- 최민경
- 김명희
- 김찬구
- 문창근
- 김순용
- 이원재
- 이상철
- 서평석
- 김홍수

| 문화방송 월화 미니시리즈                     | 문화방송 월화 미니시리즈                | 문화방송 월화 미니시리즈                         |
| 이전 작품                                    | 작품명                                  | 다음 작품                                        |
| -------------------------------------------- | --------------------------------------- | ------------------------------------------------ |
| 겨울 안개 (1989년 1월 9일 ~ 1989년 1월 31일) | 철새 (1989년 2월 13일 ~ 1989년 3월 7일) | 황제를 위하여 (1989년 3월 13일 ~ 1989년 4월 4일) |